# Mariana Pimentel
Mariana Pimentel egy község (município) Brazília Rio Grande do Sul államában. Népességét 2021-ben 3892 főre becsülték.

## Elnevezése
Dr. Geraldino Pimentel korabeli tartományi elnök feleségének, Mariana Pimentelnek tiszteletére nevezték el. A hely korábbi neve Distrito de Paz da Paróquia de Nossa Senhora do Livramento das Pedras Brancas volt.

## Története
Az állami vezetés céljául tűzte ki a belső területek gyarmatosítását, így a 19. század második felében Rio Grande do Sulban újra megindultak a migrációs áramlatok. A mai Mariana Pimentel település székhelyének környékén, a Serra do Ervaltól északra fekvő kis völgyben a kormány kolóniát alapított a bevándorlók letelepítésére. Lengyelek, majd 1874-től olasz és német telepesek érkeztek, akik utakat nyitottak és gabonát kezdtek termeszteni. Kezdetben számos nehézséggel kellett megküzdjenek (élelemhiány, a dzsungel veszélyei, eltérő nyelvek); a gyarmati telkek kijelölése 1888-ig tartott.
1896-ban Mariana Pimentel néven Porto Alegre majd 1927-ben az abból kiváló Guaíba kerületévé nyilvánították. 1992-ben függetlenedett és 1993-ban önálló községgé alakult.

## Leírása
Székhelye Mariana Pimentel, további kerületei nincsenek. A község a Morro do Papaléo lankáin helyezkedik el; ez a dombság fontos ősnövénytani lelőhely, ahol a szakmarai korból származó spórákat, gombákat, pollent találtak. Agrártelepülés, fő foglalkozás a mezőgazdaság.